# 日本の航空事故
日本の航空事故（にほんのこうくうじこ）は、日本国内で発生した民間航空機やゼネラル・アビエーションの航空事故およびインシデントについての一覧である。以下ではそれぞれの事故を事故発生日順に並べ、凡例で挙げた項目について記載している。
日本国外で発生した航空事故については以下を参照。
- 航空事故の一覧 (1959年以前) - 1959年以前に発生した航空事故
- 航空事故の一覧 (1960年から1979年) - 1960年から1979年までに発生した航空事故
- 航空事故の一覧 (1980年から1999年) - 1980年から1999年までに発生した航空事故
- 航空事故の一覧 (2000年から2019年) - 2000年から2019年までに発生した航空事故
- 航空事故の一覧 (2020年以降) - 2020年以降に発生した航空事故

なお、日本国内の各航空会社の事故については、以下の一覧記事も参照のこと
- 日本航空の航空事故およびインシデント
- 全日空の航空事故およびインシデント
- 日本エアシステムの航空事故およびインシデント

## 凡例
- 事故発生日
  - 便名等　： 航空会社と便名もしくは機体記号または機体名
  - 機種　　： 製造元と機種
  - 人的被害： 犠牲者数
  - 状況　　： 事故の状況
  - 詳細　　： 個別の記事がある場合には詳細として内部リンク

## 1910年代

### 1913年
- 1913年3月28日
  - 便名： 青山練兵場発所沢陸軍飛行場行き
  - 機種： ルイ・ブレリオ ブレリオ式単葉飛行機
  - 死者： 2人が死亡（木村鈴四郎、徳田金一。ともに陸軍中尉で滋野清武の直弟子）。
  - 状況： 陸軍省が、貴族院・衆議院議員を対象に航空機の重要性を説くために観覧飛行を行った[1]。その帰りに所沢飛行場近くまで来たところで突風に見舞われ、張線切断により左翼が折れ、高度300メートルから空中分解状態で墜落[2]。日本における航空機での最初の犠牲者となった[1]。なお、この機体は1911年6月9日に徳川好敏陸軍大尉が操縦中、ガソリン管破損により不時着大破したのちに修理再生したものであった[2]。
- 1913年5月4日
  - 便名： 大阪発京都行き
  - 機種： グレン・カーチス カーチス複葉機 白鳩号[3]
  - 死者： 1人が死亡。
  - 状況： 武石浩玻が大阪 - 京都間の都市間連絡飛行に挑んだ際、京都深草練兵場への着陸直前に急降下して地面に激突した[3]。事故原因は諸説あり、尾部過重に対する機首下げ着陸法の失敗、目測誤り、機体故障などの説があった[3]。日本の民間飛行家として最初の航空事故による犠牲者となった[4]。

### 1915年
- 1915年1月3日
  - 便名： 大阪発東京行き
  - 機種： モラヌ・ソルニエー式 翦風号[5]
  - 死者： 2人が死亡。
  - 状況： 萩田常三郎飛行士、大橋繁治助手により大阪 - 東京間の長距離記録飛行のため京都深草練兵場から離陸した直後、高度約40メートルで方向転換した際にエンジン不調となり、引き返そうとするも失速墜落、機体は炎上し両名とも死亡した[5]。1913年の白鳩号事故と共に、日本の民間航空黎明期における特筆すべき事故とされる[5]。

### 1917年
- 1917年5月20日
  - 便名： 芝浦上空遊覧
  - 機種： 玉井式3号機
  - 死者： 2人
  - 状況： 日本飛行学校がグラハム・ホワイトの複葉機を模して製作した三座式機体の試験飛行と宣伝を兼ねて東京上空を飛行した。東京日日新聞のカメラマンが同乗して行われた二度目のフライトの際、着陸降下中に高度30～40メートルで左の上翼が真っ二つに折れ墜落、炎上した。墜落地点は新芝橋の南70メートル付近で、操縦者の玉井清太郎と同乗していたカメラマンは炎の中から救出されたが死亡した[6]。

## 1920年代

### 1923年
- 1923年1月9日
  - 便名： 不詳
  - 機種： 中島式5型
  - 死者： 1人
  - 状況： 東西定期航空会の機体が三島練兵場を離陸した直後に墜落。機長は同年8月24日に死亡し、民間航空輸送史上初の死者となった[7]。
- 1923年2月22日
  - 便名： 朝日第11号機
  - 機種： 白戸式25型
  - 死者： 1人
  - 状況： 東西定期航空会の機体が悪天候の中洲崎を離陸して三方ヶ原飛行場まで荷物を運び、貨物を引き渡したのち東京へ引き返す最中に箱根の明神ヶ岳に激突[7]。新聞社が運用する通信機の初の遭難事故[8]。

### 1924年
- 1924年3月19日
  - 便名： 不詳
  - 機種： 飛行船
  - 死者： 5人
  - 状況： 横須賀市で係留訓練を終えた飛行船が霞ヶ浦に帰投する途上、茨城県相馬郡上空で爆発、墜落した[7]。
- 1924年7月5日
  - 便名： 不詳
  - 機種； サムルソン2A2型
  - 死者： 2人
  - 状況： 東西定期航空会の機体が立川で試験飛行中に墜落[7]。

### 1926年
- 1926年4月6日
  - 便名： 不詳
  - 機種： 日本航空輸送研究所横廠式ロ号甲型
  - 死者： 2人（うち1人は旅客）
  - 状況： 飛行中に火災が発生し、兵庫県神戸市沖合に墜落。旅客の死者が発生した初めての事故[7]。
- 1926年4月18日
  - 便名： 不詳
  - 機種： 不詳
  - 死者： 2人
  - 状況： 奈良県王寺町の町制発足祝賀会場に墜落[7]。

### 1927年
- 1927年4月1日
  - 便名： 不詳
  - 機種： 不詳
  - 死者： 2人
  - 状況： 大阪府木津川飛行場の敷地内に墜落[7]。
- 1927年11月3日
  - 便名： 不詳
  - 機種： 不詳
  - 死者： 不詳（10数人死傷）
  - 状況： 京都府安井飛行場で開催された曲芸飛行大会にて、参加した機体が誤って観客席に墜落[7]。

### 1928年
- 1928年5月4日
  - 便名： 中島飛行機 試験飛行機（機体記号：J-BAKB）
  - 機種： 中島 N-36 試作1号機（中島 ブリストル ジュピター 6型 空冷星形9気筒 420馬力）
  - 死者： 乗員8人全員が死亡。
  - 状況： 1927年に逓信省航空局が依頼した日本初の準国産旅客機の試作に対して、中島飛行機、三菱航空機（初代）、愛知時計電機の3社が翌年までにそれぞれ試作機を完成させた。中島飛行機の試作機は5月3日に初飛行を終えた後、満席状態での飛行試験を行うため、翌4日に8人が搭乗して離陸したところ、高度約100メートルで逆さまとなり、墜落して炎上した[9]。

## 1930年代

### 1931年
- 1931年6月22日
  - 便名： 日本航空輸送 福岡発大阪行き（機体記号：J-BCAO）
  - 機種： フォッカー スーパーユニバーサル
  - 死者： 乗員乗客3人全員が死亡。
  - 状況： 福岡県にあった太刀洗飛行場から大阪に向かって離陸したが、有視界飛行中に梅雨時の霧に突入したため高度を下げたところ、朝倉郡夜須村（現在の筑前町）の冷水峠付近の山腹に激突した。事故機に搭乗していた乗客1名は日本における商業定期便最初の犠牲者となった。この事故がきっかけとなり、翌1932年6月1日から朝倉郡秋月村（現在の朝倉市）の陣屋山（標高584m）山頂に航空灯台（八丁越灯台）が建設され、11月1日に試験点灯された[10]。

### 1932年
- 1932年2月27日
  - 便名： 日本航空輸送 白鳩号（機体記号：J-BCDO）
  - 機種： ドルニエ ワール
  - 死者： 乗員5人全員が死亡。
  - 状況： 大阪府の木津川飛行場から福岡県の名島水上飛行場に向かっていた旅客飛行艇が、吹雪による視界不良で迷い込んだ八幡市（現在の北九州市）郊外の河内貯水池に墜落。乗客はいなかったが乗員全員が殉職した。この事故の調査のために文部省航空評議会に事故調査委員会が設けられた。調査の結果、機体は吹雪に耐え切れなくなり空中分解したことが判明した。一連の経緯は事故調査に参加した寺田寅彦の随筆集に記述がある。[11]
- 1932年9月15日
  - 便名： 朝日新聞社 取材機（機体記号：J-BBAA）
  - 機種： デ・ハビランド プス・モス
  - 死者： 乗員2人全員が死亡。
  - 状況： 日本と満洲国の間で締結された日満議定書の調印式の写真を日本本土に輸送していた新聞社機が、日本海を横断飛行中に行方不明になった[12]。広範囲を捜索したが、鳥取県東伯郡沖の海上に取材機の破片と思われる残骸が発見されたことから、乗員2人は殉職したと判断された[13]。事故原因は不明であるが、競争相手よりも先んじて式典の写真を輸送するため、悪天候のなかを輸送していた最中であった。

### 1935年
- 1935年6月22日
  - 便名： 日本航空輸送 郵便機（機体記号：不詳）
  - 機種： 中島飛行機 P-1 (郵便機)
  - 死者： 乗員1人全員が死亡。
  - 状況： 大阪-名古屋を結ぶ郵便機が岐阜県竹ヶ鼻町内に墜落。操縦士は墜落した町の出身者で、郷里の上空を飛ぼうとした際にエンジントラブルに遭ったと見られている。墜落した周辺の民家5戸が全焼したが、死者は操縦士1人にとどまった[14]。

### 1936年
- 1936年11月19日
  - 便名：フランス航空省主催「パリ東京間100時間懸賞飛行レース」
  - 機種： コードロン・ルノー・シムーンC631
  - 死者： 操縦していたアンドレ・ジャピーが重傷
  - 状況： 最終寄航地香港から東京に向かう途中に嵐に遭い、佐賀県の脊振山に墜落。

### 1937年
- 1937年5月26日
  - 便名： フランス航空省主催「パリ東京間100時間懸賞飛行レース」
  - 機種： コードロンC635シムーン
  - 死者： 乗員2名軽傷。
  - 状況： 悪天候により高知県の戸原海岸に不時着、転覆して大破。マルセル・ドレ（fr:Marcel Doret）と機関士が軽傷を負った[15]。

- 1937年5月27日
  - 便名： 日本航空輸送研究所
  - 機種： 愛知時計電機 AB-4飛行艇
  - 死者： 乗員5人全員が死亡。
  - 状況： 濃霧の中、大阪府堺市を飛行中に高さ200メートルの工場の煙突に衝突して墜落炎上。乗員は全員死亡した。

### 1938年
- 1938年7月29日
  - 便名： 大日本帝国南洋庁
  - 機種： ダグラス DF型飛行艇
  - 死者： 乗員7人全員が死亡。
  - 状況： 横須賀から南洋諸島のサイパン島を経由してパラオに向かう予定の南洋庁の飛行艇が、機体トラブルのため小笠原諸島の父島近海に不時着したとの通信があったが、その後の捜索で痕跡を発見することが出来なかった。不時着後沈没したと見られている。
- 1938年8月24日
  - 便名： 1) 日本飛行学校 訓練機（機体記号：J-BIDH）、2) 日本航空輸送 旅客機（機体記号：J-BJDO）
  - 機種： 1) アンリオ (en)  HD.14 EP-2（英語版）、2) フォッカー スーパーユニバーサル
  - 死者： 両機の乗員5人全員と地上の80人が死亡。
  - 状況： 大森区（現在の大田区）上空で空中衝突。1機が工場に墜落し爆発炎上したため、付近の市民も数多く巻き込まれた。
  - 詳細：「大森民間機空中衝突墜落事故」を参照。

- 1938年12月8日

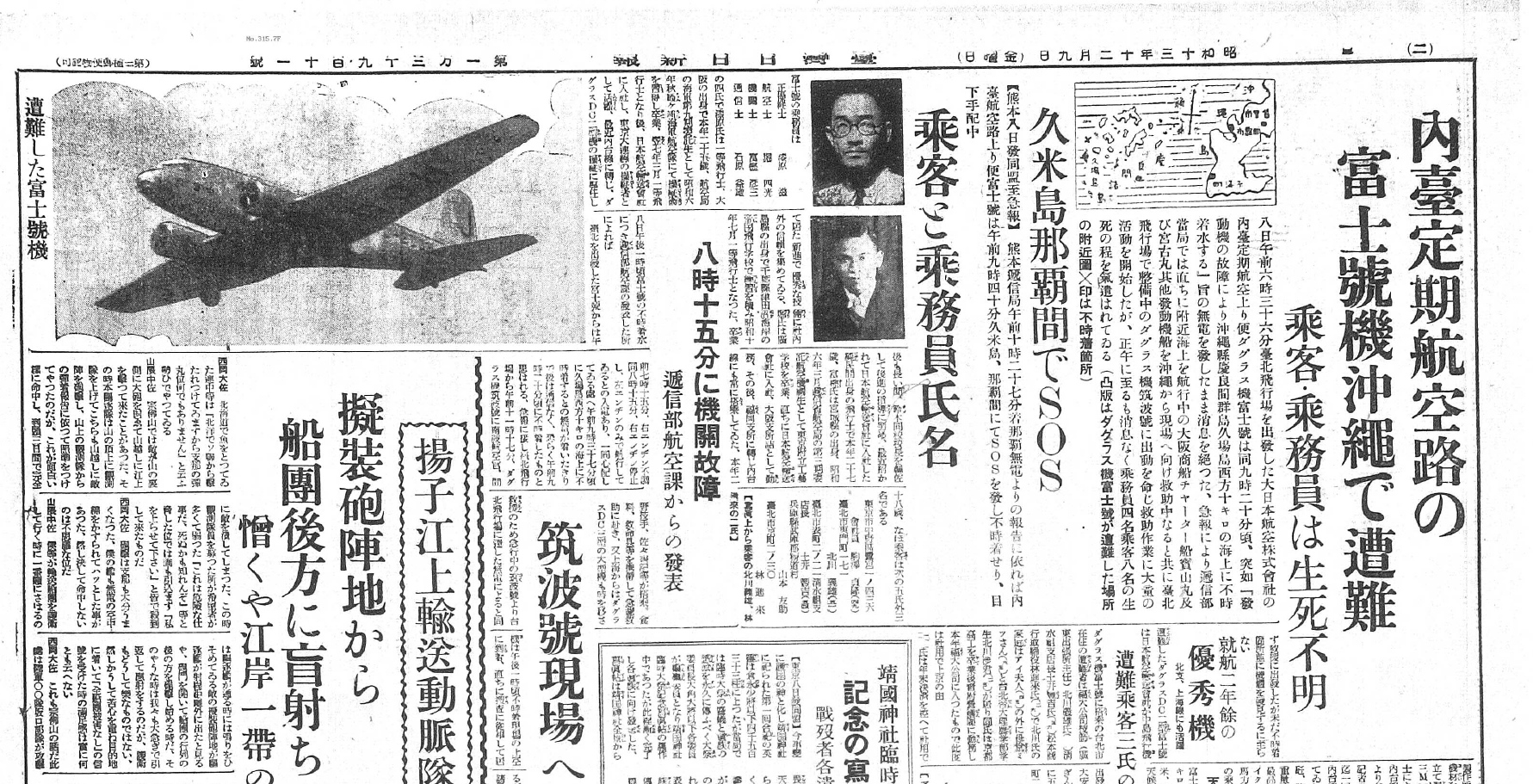
富士号遭難を報じる『台湾日日新報』

  - 便名： 大日本航空 富士号（機体記号：J-BBOH）[16]
  - 機種： 中島飛行機 DC-2[16]
  - 死者： 乗員乗客12人中10人が死亡。
  - 状況： 台北から那覇に向かっていた旅客機の右エンジンが魚釣島上空で故障。片方のエンジンのみで飛行を続けたものの慶良間諸島の久場島付近の海上にSOSを発信した上で不時着水した。直ちに船舶が救助に向かったが、乗客2人を救助できたものの他の10人は犠牲になった[17]。

### 1939年
- 1939年5月17日
  - 便名： 大日本航空 球磨号（機体記号：J-BCOZ）[18]
  - 機種： ロッキード L-14-WG3B スーパーエレクトラ[18]
  - 死者： 乗員乗客11人中6人が死亡。
  - 状況： 日中連絡航空便が福岡県の雁ノ巣飛行場からの離陸に失敗し、海岸近くの松林に墜落した。
  - 詳細： 「大日本航空球磨号墜落事故」を参照。
- 1939年9月8日
  - 便名： 大日本航空 （機体記号：J-BIOS）便名不明
  - 機種： フォッカー・スーパー
  - 死者： 乗員乗客6人中5人が死亡。操縦士1人が重傷。
  - 状況： 羽田空港発 名古屋空港経由 大阪行きの便が、名古屋を離陸後に針路を見失い、引き返す途中に三重県石榑村の天狗山に激突した[19]。

## 1940年代

### 1940年
- 1940年2月5日
  - 便名： 大日本航空 阿蘇号（機体記号：J-BBOT）
  - 機種： 中島飛行機 DC-2
  - 死者： なし。
  - 状況： 福岡から那覇を経由して台北に向かっていた旅客機が、エンジントラブルにより尖閣諸島の魚釣島の海岸に不時着した[20]。乗員乗客13人は無事に救助されたが、機体は現地にて放棄された。
  - 詳細： 「大日本航空阿蘇号不時着事故」を参照。
- 1940年12月20日
  - 便名： 三菱航空機（初代） 試験機 妙高号
  - 機種： 三菱航空機 MC-20
  - 死者： 乗員13人全員が死亡。
  - 状況： 耐空証明取得のため試験中の双発旅客機が東京湾に墜落。搭乗していた三菱航空機社員、逓信省航空局の職員、海軍士官ら全員が死亡。機体は翌年2月に引き揚げられたが原因は不明とされた。

### 1942年
- 1942年3月24日
  - 便名： 中華航空
  - 機種： 大型双発軍用臨時機 九龍 MC5101（三菱航空機 MC-20 ?）
  - 死者： 乗員・乗客7人全員が死亡。
  - 状況： 3月24日、インド独立連盟のプリタム・シンら3人と藤原岩市（インド工作？）に従事していた太田黒又男、森本大佐などを乗せてバンコクから東京へ向かっていた中華航空機が消息を絶つ[21]。同年9月24日、静岡県水窪町の樵夫が遠望する中で、同町の白倉山御料林内に墜落していることを確認した[22]。

## 1950年代

### 1952年
- 1952年4月9日
  - 便名： 日本航空 301便 もく星号
  - 機種： マーチン 2-0-2
  - 死者： 乗員乗客37人全員が死亡。
  - 状況： 伊豆大島の三原山山頂付近に墜落。
  - 詳細： 「もく星号墜落事故」を参照。

### 1954年
- 1954年9月25日
  - 便名： 青木航空 チャーター機
  - 機種： ビーチクラフト双発機
  - 死者： 乗員乗客6人全員が死亡。
  - 状況： 羽田空港から北海道に向かっていたが、洞爺丸台風による悪天候のため、北海道への接近を断念し、羽田空港に引き返す途中に福島県楢原町（現下郷町）結能峠付近に墜落。
  - 詳細： 「青木航空機墜落事故」及び「洞爺丸台風#被害状況」を参照。

### 1956年
- 1956年3月23日
  - 所属： 中日新聞社
  - 機種： デ・ハビランド ビーバー2型
  - 死者： 乗員4人死亡。
  - 状況： 長野県乗鞍岳乗鞍コロナ観測所付近
  - 詳細： 高地で南極地域観測隊の訓練を撮影していた社機が乱気流に巻き込まれ雪渓に墜落。乗員4人が死亡[23]。

### 1957年
- 1957年3月4日
  - 所属： 航空自衛隊 輸送機（機体記号：51-1110）[24]
  - 機種： カーチス・ライト C-46D-15-CU コマンドー[24]
  - 死者： 乗員17人全員が死亡。
  - 状況： 鳥取県境港市の航空自衛隊美保基地に着陸しようとして失敗、基地西側1キロメートルほど離れた海上に墜落した。
- 1957年8月1日
  - 所属： 極東航空 オースター・オートカー
  - 死者： 乗員3人全員死亡。
  - 状況： 大阪府浜寺町の海水浴場に不時着しようとして失敗[25]。
- 1957年9月30日
  - 便名： 日本航空 108便 雲仙号
  - 機種： ダグラス DC-4-1009[26]
  - 死者： なし（5人が負傷）。
  - 状況： 伊丹空港から離陸後にエンジントラブルにより不時着。
  - 詳細： 「日本航空雲仙号不時着事故」を参照。

### 1958年
- 1958年2月3日
  - 便名： 富士航空
  - 機種： セスナ機
  - 死者： 乗員4人全員が死亡。
  - 状況： 何らかの理由で失速。三重県大王町の船越神社境内に墜落[27]。
  - 詳細： 志摩市立船越中学校校庭の人文字を撮影飛行中の事故。
- 1958年5月21日
  - 便名： 大和航空
  - 機種： デ・ハビランド・カナダ DHC-2（ビーバー）
  - 死者： 乗員4人全員死亡。
  - 状況： 八尾空港から大分経由で鹿児島に向かう途上で消息を絶つ。後日、宮崎県北川村の大崩山で墜落した機体と乗員の遺体が発見された[27]。
  - 詳細： 当日、機体は航空測量に従事していた。事故原因は不明。
- 1958年8月12日
  - 便名： 全日本空輸 25便
  - 機種： ダグラス DC-3
  - 死者： 乗員乗客33人全員が死亡。
  - 状況： エンジントラブルのため羽田空港に引き返そうとしたが、利島近海に墜落。
  - 詳細： 「全日空下田沖墜落事故」を参照。
- 1959年9月27日
  - 便名： 産業経済新聞社輸送機おおとり号
  - 機種： 不明
  - 死者： 乗員2人全員が死亡。
  - 状況： 機体トラブルのため和歌山県田辺市の約500m沖合に墜落[27]。
  - 詳細： 輸送機は和歌山県立田辺高等学校の校庭に新聞の号外を投下（2023年時点では航空法により物資等の投下は制限されている）するために飛行中、機体にトラブルが生じたもの。

## 1960年代

### 1960年
- 1960年2月24日
  - 便名： 不詳（海上保安庁機）
  - 機種： シコルスキー S-55
  - 死者： 乗員4人全員が死亡
  - 状況： 海上保安庁のヘリコプターが北海道銭亀沢村の宇賀小学校（1972年に合併のため閉校）のグラウンドに墜落[28]。
- 1960年3月16日
  - 便名： 1) 全日本空輸 25便、2) 航空自衛隊 訓練機（機体記号：94-8137）
  - 機種： 1) ダグラス DC-3、2) ノースアメリカン F-86D セイバー
  - 死者： 両機の乗員乗客34人中3人が死亡。
  - 状況： 航空管制ミスにより、小牧空港の滑走路上で2機が正面衝突。
  - 詳細： 「全日空小牧空港衝突事故」を参照。
- 1960年4月1日
  - 便名： 毎日新聞社機
  - 機種： Piper PA-23
  - 死者： 乗員3人、住民1人死亡
  - 状況： 大阪空港から阪神甲子園球場に向かう途中の毎日新聞社機が、兵庫県川西町加茂猪名の住宅に墜落して炎上。乗員4人中3人、住民1人が死亡、2人が重軽傷。
  - 詳細： 墜落の原因はキャブレターの凍結によるエンジントラブル。社機は第32回選抜高等学校野球大会開会式の取材に向かう途上であった[28]。
- 1960年11月17日
  - 便名： 全日本空輸 社用機（機体記号：JA3023）
  - 機種： オースター オートカー（英語版）
  - 死者： 乗員4人全員が死亡。
  - 状況： 全日空の軽飛行機が空中分解し新得町の甜菜畑に墜落。視察と激励に向かう同社副社長中野勝義や専務ら4人が搭乗していたが全員が殉職した[29][30]。中野の師である作家内田百閒はその死を悼み随筆「空中分解」を発表している。

### 1962年
- 1962年11月19日
  - 便名： 全日本空輸 訓練機（機体記号：JA8202）
  - 機種： ビッカース バイカウント828
  - 死者： 乗員4人全員が死亡。
  - 状況： 羽田から小牧に向けて訓練飛行していた訓練機が愛知県猿投山上空でスピンし墜落。
  - 詳細： 「全日空バイカウント機墜落事故」を参照。

### 1963年
- 1963年4月24日
  - 便名： 全日本空輸 60便
  - 機種： ビッカース バイカウント
  - 死者： なし（2人が負傷）。
  - 状況： 千歳空港を飛び立ち、羽田空港へ着陸し滑走路を高速で走行している最中に、突然前輪後輪共に引っ込んでしまい胴体着陸状態になってしまった。この事故で客室乗務員1名と乗客1名が打撲など負った[31]。
- 1963年5月1日
  - 便名： 日東航空 つばめ号（機体記号：JA3115）
  - 機種： デ・ハビランド・カナダ DHC-3 オッター
  - 死者： 乗員乗客11人中9人が死亡（2人が負傷）。
  - 状況： 濃霧の中、航路を誤ったことで淡路島の諭鶴羽山に墜落。
  - 詳細： 「日東航空つばめ号墜落事故」を参照。
- 1963年5月10日
  - 便名： 全日本空輸 802便
  - 機種： ダグラス DC-3
  - 死者： なし（7人が負傷）。
  - 状況： 仙台空港で着陸に失敗。
  - 詳細： 「全日空機仙台空港着陸失敗事故」を参照。
- 1963年8月17日
  - 便名： 藤田航空 臨時便（機体記号：JA6155）
  - 機種： デ・ハビランド DH-114 ヘロン1B
  - 死者： 乗員乗客19人全員が死亡。
  - 状況： エンジントラブルのために空港に引き返そうとして山間部に墜落。
  - 詳細： 「藤田航空機八丈富士墜落事故」を参照。

### 1964年
- 1964年2月18日
  - 便名： 日東航空 101便 おやしお号
  - 機種： グラマン G-73 マラード
  - 死者： 乗員乗客10人中2人が死亡。
  - 状況： 大阪国際空港を離陸直後にエンジントラブルに遭い、畑に不時着を試みたが失敗し機体炎上。なお機内に取り残された乗客の救出に当たった客室乗務員が、乗客とともに爆発に巻き込まれ殉職した。
  - 詳細： 「日東航空おやしお号墜落事故」を参照。
- 1964年2月27日
  - 便名： 富士航空 902便
  - 機種： コンベア CV-240-0
  - 死者： 乗員乗客42人中20人が死亡。
  - 状況： 旧大分空港への着陸時にオーバーランのため河川敷に墜落。
  - 詳細： 「富士航空機墜落事故」を参照。
- 1964年5月3日
  - 機種： セスナ機
  - 死者： 乗員3人が死亡。
  - 状況： 富山県砺波市で開催されたイベントのため飛行していたセスナ機が低空飛行中に失速して墜落。墜落場所が田んぼだったため地上で巻き添えになった者はいなかったがイベント会場にいる1万人近くの人々の目の前で墜落した。

### 1965年
- 1965年2月14日
  - 便名： 全日本空輸 貨物機（機体記号：JA5080）
  - 機種： ダグラス DC-3
  - 死者： 乗員2人全員が死亡。
  - 状況： 南アルプス山中に巡航中墜落したが、機体が発見されたのは失踪後22か月経ってからであった。失踪当日は悪天候であったが、墜落原因は不明となっている。
  - 詳細： 「全日空貨物機失踪事故」を参照。
- 1965年2月27日
  - 便名： 日本航空 訓練機（機体記号：JA8023）
  - 機種： コンベア 880-22M-22[32]
  - 死者： なし（2人が負傷）。
  - 状況： 「日本航空壱岐空港墜落事故」を参照。
- 1965年12月25日
  - 便名： 日本航空 813便
  - 機種： ダグラス DC-8-33
  - 死者： なし。
  - 詳細： 「日本航空オークランド空港緊急着陸事故」を参照。

### 1966年
- 1966年2月4日
  - 便名： 全日本空輸 60便
  - 機種： ボーイング 727-81[33]
  - 死者： 乗員乗客133人全員が死亡。
  - 状況： 羽田空港着陸直前に東京湾に墜落。原因不明。
  - 詳細： 「全日空羽田沖墜落事故」を参照。
- 1966年3月4日
  - 便名： カナダ太平洋航空 402便
  - 機種： ダグラス DC-8-43[34]
  - 死者： 乗員乗客72人中64人が死亡。
  - 状況： 濃霧の中、羽田空港への着陸に失敗し爆発炎上。
  - 詳細： 「カナダ太平洋航空402便着陸失敗事故」を参照。
- 1966年3月5日
  - 便名： 英国海外航空 (BOAC) 911便
  - 機種： ボーイング 707-436[35]
  - 死者： 乗員乗客124人全員が死亡。
  - 状況： 富士山上空で乱気流に巻き込まれて機体が空中分解し墜落。
  - 詳細： 「英国海外航空機空中分解事故」を参照。
- 1966年8月26日
  - 便名： 日本航空 銀座号（訓練機、機体記号：JA8030）
  - 機種： コンベア CV-880-22M-3[36]
  - 死者： 乗員5人全員が死亡。
  - 状況： 操縦士の試験飛行の際に離陸に失敗し、滑走路脇に墜落炎上。
  - 詳細： 「日本航空羽田空港墜落事故」を参照。
- 1966年9月18日
  - 便名： 全日本空輸 60便
  - 機種： フォッカー F27 フレンドシップ
  - 死者： なし。
  - 詳細： 「全日空機鹿児島空港オーバーラン事故」を参照。
- 1966年11月13日
  - 便名： 全日本空輸 533便
  - 機種： 日本航空機製造 YS-11-111[37]
  - 死者： 乗員乗客50人全員が死亡。
  - 状況： 松山空港への着陸に失敗したため、着陸復行したが瀬戸内海沖合に墜落。
  - 詳細： 「全日空松山沖墜落事故」を参照。

### 1967年
- 1967年2月9日
  - 便名： 日本国内航空 851便
  - 機種： コンベア CV-240
  - 死者： なし（1人が負傷）。
  - 状況： 浜松市上空3000メートルを飛行中、風防が破損しその衝撃で機長が胸を強打し重傷を負った。機内の与圧されていた空気が機外に噴出したが、飛行に影響せず名古屋空港へ緊急着陸した。機長以外にはけがは無かった。
- 1967年10月5日
  - 便名： 日本航空仙台乗務員訓練所所属機
  - 機種： ビーチクラフト双発機
  - 死者： 3人（重傷1人）
  - 状況： 飛行中に突然エンジンが不調となり山形県村山市郊外に墜落、炎上。機長は脱出に成功したものの、同乗していた訓練生3人が焼死した[38]。

### 1969年
- 1969年10月20日
  - 便名： 全日本空輸 104便
  - 機種： 日本航空機製造 YS-11A-213[39]
  - 死者： なし。
  - 詳細： 「全日空機宮崎空港オーバーラン事故」を参照。
- 1969年12月14日
  - 便名： 1) 全日本空輸 547便、2) 読売新聞社 取材機（機体記号：JA5022）
  - 機種： 1) 日本航空機製造 YS-11A-213[40]、2) ビーチクラフト C-50 ツイン・ボナンザ
  - 死者： なし。
  - 状況： 全日空所属のYS-11が兵庫県淡路島上空で読売新聞社所有のビーチクラフト機と接触。幸い両機とも大阪空港に無事に着陸した。接触によりビーチクラフト機は方向舵が利かなくなり、プロペラが曲がる損傷。全日空機は事故で左主翼の先端を接触で失った[41]が、製造中の主翼を流用して1か月後に復帰した。なお、全日空機は退役後、香川県のさぬきこどもの国で保存展示されている。
  - 詳細： 「全日空機淡路島空中接触事故」を参照。

## 1970年代

### 1970年
- 1970年2月10日
  - 便名： 東京航空
  - 機種： 富士重工業 FA-200 エアロスバル（機体記号：JA3141）
  - 死者： 搭乗者3人全員が死亡。
  - 状況： かりふぉるにあ丸遭難事故取材のためにフジテレビがチャーターした航空機が千葉県沖に不時着水し行方不明に。原因は杜撰な飛行計画のために燃料が枯渇し不時着水を余儀なくされたこととされた。
- 1970年5月23日
  - 便名： 中華航空 802便
  - 機種： ボーイング707
  - 死者： 地上の1人が死亡。
  - 状況： 諸般の事情で大幅に到着の遅れていた台北発大阪経由東京行きが、大阪を通過し滑走路閉鎖中の羽田空港C滑走路に特例として4時に着陸することになった。しかし、滑走路で標識塗り替え作業を行っていた作業員に管制塔が連絡していなかった上に、航空機からもスモッグの影響[42] で作業員の姿を確認できず、そのまま着陸進入を続行。そのため空港事務所のライトバンに旅客機の主脚が接触、運転席にいた職員が圧死した。旅客機のほうは無事に着陸し搭乗者11人に怪我はなかった。
- 1970年7月27日
  - 便名： フライング・タイガー・ライン 45便
  - 機種： マクドネル・ダグラス DC-8-63AF
  - 死者： 乗員4人全員が死亡。
  - 状況： 那覇空港の滑走路手前の海上に墜落。
  - 詳細： 「フライング・タイガー・ライン45便那覇沖墜落事故」を参照。

### 1971年
- 1971年7月3日
  - 便名： 東亜国内航空 63便 ばんだい号
  - 機種： 日本航空機製造 YS-11A-217[43]
  - 死者： 乗員乗客68人全員が死亡。
  - 状況： 函館空港への着陸アプローチ中に山間部に墜落。
  - 詳細： 「ばんだい号墜落事故」を参照。
- 1971年7月30日
  - 便名： （1）全日本空輸 58便、（2）航空自衛隊
  - 機種： （1）ボーイング 727-281[44]、（2）ノースアメリカン F-86F セイバー（機体記号：92-7932）[44]
  - 死者： 全日空機の乗員乗客162人全員が死亡。
  - 状況： 岩手県雫石町上空で空中衝突。関係者のうち、空自機のパイロットを指導していた教官だけが執行猶予付きの有罪判決を受けた。
  - 詳細： 「全日空機雫石衝突事故」を参照。
- 1971年8月3日
  - 便名： 東亜国内航空 おき号
  - 機種： 日本航空機製造 YS-11
  - 死者： なし
  - 状況： 広島空港で片側エンジンのみを使った離陸の訓練中、エンジンコントロールに失敗。滑走路を100mオーバーランして砂地にのめり込む[45]。
  - 詳細：
- 1971年9月11日
  - 便名： 東亜国内航空
  - 機種： ヒューズ・ヘリコプターズ、ヒューズ500
  - 死者： 乗客1人死亡。
  - 状況： 三重県熊野市波田須駅の南方200mの斜面へ墜落。
  - 詳細： 死者42人を出した三重県南部の土砂災害で読売テレビがチャーターし取材中、ミカン畑の運搬用ケーブルに接触、墜落[46]。

### 1972年
- 1972年5月15日
  - 便名： 日本航空 便名不明
  - 機種： マクドネル・ダグラス DC-8-61（機体記号：JA8046）[47]
  - 死者： なし（16人が負傷）
  - 状況： 操縦ミスにより離陸中に滑走路を逸脱し、エンジンより出火。
  - 詳細： 「日本航空の航空事故およびインシデント#日本航空羽田空港暴走事故」を参照。
- 1972年5月30日
  - 便名： 横浜航空 そよかぜ号
  - 機種： セスナ 402A
  - 死者： 乗員乗客10人全員死亡。
  - 詳細： 「横浜航空そよかぜ号墜落事故」を参照。
- 1972年9月23日
  - 便名： 東亜国内航空 583便
  - 機種： 日本航空機製造 YS-11
  - 死者： 死傷者無し
  - 状況： 奄美空港への胴体着陸。
  - 詳細： 着陸時に副機長が誤って車輪を引込むミスを犯して胴体着陸となった[48]。
- 1972年12月8日
  - 便名： 東亜国内航空 便名不明
  - 機種： ボーイング727-100
  - 死者： なし
  - 詳細： 東京発大分経由鹿児島行きの東亜国内航空機が大分空港に着陸後、エプロンに向かうためにUターンを行ったところ、操作を誤り滑走路外へ逸脱。草地へ突っ込み前脚を損傷した。東亜国内航空はジェット機を導入したばかりで、万全を期すために機長資格者2名同乗させるダブルパイロット制を採用。さらに当該機は東亜国内航空の運行責任者が直々に操縦していたが事故を避けられなかった[49]。

### 1973年
- 1973年2月11日
  - 機種： セスナ機（形式不詳）
  - 死者： 乗員3人が死亡。
  - 状況： 福岡空港から八尾空港に向けて飛び立った栄工業所有のセスナ機が行方不明となった。6年後の1979年10月5日、愛媛県の東三方ヶ森北方で林道の測量業者が、バラバラになった機体の部品と遺骨の一部を発見、墜落したものとして確認された。墜落原因等は不明ではあるが、乗員の腕時計は11日1時56分を指して止まっていた[50]。

### 1976年
- 1976年3月23日
  - 便名： 大洋航空
  - 機種： パイパーPA-28-140（機体番号：JA3551）[51]
  - 死者： 操縦者（俳優の前野光保）は死亡、同乗者なし、墜落地点（右翼運動家児玉誉士夫の邸宅）に勤務していた家政婦1人が負傷[52]。
  - 状況： ロッキード事件の渦中にあった児玉誉士夫の暗殺を狙い、操縦者が故意に墜落させたと見られる[52]。
  - 詳細：「児玉誉士夫邸セスナ機特攻事件」を参照。
- 1976年9月15日
  - 便名： 大洋航空（近代航空によるチャーター）
  - 機種： セスナ 172M（機体番号：JA3732）
  - 死者： 乗客2人が行方不明（死亡と推定）、乗員2名が負傷。
  - 状況： 元高崎経済大学学長で経済学者の田中精一夫妻が、近代航空に伊豆大島上空遊覧飛行の斡旋を依頼。同社社長が大洋航空を紹介したが、同社幹部は「この夫婦は搭乗したいと何度も来社したが、様子がおかしいので乗せられない」と断ったため、近代航空の社長が同乗することを条件に、調布飛行場を飛び立った。伊豆大島を周回後、相模湾上空の高度2,000m付近を飛行中に突然、田中が機長の肩や首をナイフで切りつけたため、副操縦席にいた社長が田中を殴ったところ、田中の妻が医療用メスで社長に斬りかかった。もみ合いになり、機が急降下したところで田中夫妻はそれぞれ両サイドのドアを開け、機外へ飛び降りた。機長が出血多量により意識朦朧となったため、代わりに社長が操縦桿を握り、約30分後に羽田空港に緊急着陸した。田中夫妻は捜索が行われたものの発見できず、機長は全治2か月の重傷、社長は全治2週間の怪我を負った[53][54][55][56][57][58][59]。

### 1977年
- 1977年9月8日
  - 便名： 全日本空輸 855便
  - 機種： 日本航空機製造 YS-11A-500[60]
  - 死者： なし。
  - 詳細： 「全日空機大島空港オーバーラン事故」を参照。

### 1978年
- 1978年6月2日
  - 便名： 日本航空 115便
  - 機種： ボーイング 747SR-46[61]
  - 死者： なし（23人が負傷）
  - 状況： 伊丹空港へ着陸の際、機体を引き起こしすぎたため胴体後部を滑走路に接触させるしりもち事故となった。同機体はボーイング社による圧力隔壁の不良修理の結果、1985年の日本航空123便墜落事故を起こす遠因となった。
  - 詳細： 「日本航空115便しりもち事故」を参照。

- 1978年8月3日（消息不明日）
  - 便名： ジャパン・レンタル・プレーン（チャーター機）
  - 機種： 富士 FA-200 エアロスバル
  - 死者： 4人
  - 状況： 8月3日から行方不明になっていたが、同月17日、栃木県男体山裏手の女峰山山麓に墜落しているのが発見された[62]。

### 1979年
- 1979年1月30日
  - 便名： ヴァリグ・ブラジル航空 967便
  - 機種： ボーイング 707-323C[63]
  - 死者： 乗員6人全員が死亡。
  - 状況： 新東京国際空港を離陸後、太平洋上空を飛行中に失踪。機体および乗員は発見されなかったため、原因不明。
  - 詳細： 「ヴァリグ・ブラジル航空967便遭難事故」を参照。
- 1979年7月21日
  - 便名： 東亜国内航空 381便
  - 機種： 日本航空機製造 YS-11-109[64]
  - 死者： なし
  - 詳細： 「東亜国内航空381便胴体着陸事故」を参照。

## 1980年代

### 1982年
- 1982年2月9日
  - 便名： 日本航空 350便
  - 機種： ダグラス DC-8-61（機体番号：JA8061）
  - 死者： 乗員乗客174人中24人が死亡。
  - 状況： 東京国際空港への着陸進入中に急激に降下し、滑走路の手前の海面に墜落。精神疾患を抱えていた機長が錯乱し、突然機体の推力を急激に減少させながら機首下げを行ったのが原因。
  - 詳細： 「日本航空350便墜落事故」を参照。
- 1982年8月26日
  - 便名： 南西航空 611便
  - 機種： ボーイング 737-2Q3（機体番号：JA8444）[65]
  - 死者： なし（3人が負傷）
  - 状況： 石垣空港への着陸時にオーバーランし、滑走路終端付近の雑木林に突っ込み、乗員乗客の脱出後に爆発炎上。着陸進入中、操縦士が適切な制動操作を行わなかったのが原因。
  - 詳細： 「南西航空石垣空港オーバーラン事故」を参照。
- 1982年11月29日
  - 便名： 海上保安庁福岡航空基地所属 人員輸送機（機体記号：MH535）[66]
  - 機種： ベル 212[66]
  - 死者： 搭乗者9名中3名が死亡、6名が負傷[66]
  - 状況： 男女群島の女島灯台に向けて交代要員を輸送中、男島山頂付近に墜落[66]。当日は低気圧により大時化だった[66]。

### 1983年
- 1983年3月11日
  - 便名： 日本近距離航空 497便
  - 機種： 日本航空機製造 YS-11A-208（機体番号：JA8693）[67]
  - 死者： なし（52人が負傷）
  - 状況： 中標津空港に着陸進入中、滑走路手前の樹木に接触し墜落。 操縦士が吹雪のため滑走路の視認に気をとられ、適切な進入角度を取らないまま着陸を行ったのが原因。
  - 詳細： 「日本近距離航空機中標津空港事故」を参照。

### 1984年
- 1984年7月31日
  - 便名： （1）大阪エアウェーズ、（2）毎日新聞社[68]
  - 機種： （1）アエロスパシアル AS355F（機体記号：JA9581）、（2）ベル 206B（機体記号：JA9101）[68]
  - 死者： 両機の乗員6人中3人が死亡[68]。
  - 状況： 朝日放送がチャーターし、強盗事件の取材のため兵庫県明石市上空を飛行していた大阪エアウェーズのヘリコプターに、毎日新聞社のヘリコプターが接触して双方とも墜落した[68][69]。大阪エアウェーズ機に搭乗していた3人全員が死亡した[68]。

### 1985年
- 1985年8月12日
  - 便名： 日本航空 123便
  - 機種： ボーイング 747SR-46（機体番号：JA8119）[70]
  - 死者： 乗員乗客524人中520人が死亡。
  - 状況： ボーイング社の修理ミスにより圧力隔壁が破損し、垂直尾翼が吹き飛び油圧を損失した。操縦不能に陥り迷走した後に群馬県の山中に墜落。単独機による事故では史上最悪の犠牲者数。
  - 詳細： 「日本航空123便墜落事故」を参照。

### 1987年
- 1987年2月17日
  - 便名： 海上保安庁福岡航空基地所属 捜索機（機体記号：MA825）[71]
  - 機種： ビーチクラフト 200T[71]
  - 死者： 乗員5名全員が死亡[71]
  - 状況： 7時25分頃、行方不明の漁船員捜索に向かう途中、福岡・佐賀県境にある脊振山山頂付近に墜落[71]。機長・副操縦士・整備科員2名・通信員の5名全員が殉職[71]。なお、通信員は当時海上保安庁唯一の女性航空通信員で、女性海上保安官初の殉職者となった[71]。
- 1987年8月2日
  - 便名： 日本農林ヘリコプター
  - 機種： アエロスパシアル AS350B（機体記号：JA9355）
  - 死者： 番組パーソナリティ（石田紀子）と番組スタッフ1名（その他の搭乗員3名も負傷）。
  - 状況： ラジオ番組「湘南ミュージックスカイウェイ」のために飛行していたヘリコプターが、高度を下げすぎて海面に墜落。番組はそのまま打ち切りとなった。
  - 詳細： 「湘南ミュージックスカイウェイ#パーソナリティーの事故死および番組終了」を参照。

### 1988年
- 1988年1月10日
  - 便名： 東亜国内航空 670便
  - 機種： 日本航空機製造 YS-11-109[72]
  - 死者： なし（8人が負傷）
  - 状況： 米子空港を離陸滑走中、凍結により昇降舵が適切に働かなくなり、離陸中止を試みるもオーバーランして滑走路端の中海に突入。同機のコックピット部分は、現在川崎市の電車とバスの博物館内でフライトシミュレーターとして展示されている。
  - 詳細： 「東亜国内航空機米子空港オーバーラン事故」を参照。
- 1988年1月18日
  - 便名： 全日本空輸 779便
  - 機種： ロッキード L-1011-385-1 トライスター1[73]
  - 死者： なし
  - 状況： 千歳空港への夜間着陸の際に滑走路を見失い、滑走路接地後に再浮上して滑走路の左側端に接地後オーバーランし滑走路を右側に飛び出して停止した。機体下面やエンジン下部を損傷するなど中破した。
- 1988年5月30日
  - 便名： 全日本空輸
  - 機種： ボーイング 737-281 Adv（機体記号：JA8455）[74]
  - 死者： なし。
  - 状況： 沖縄県の下地島空港で片方のエンジンを止めた状態での離陸訓練をしていた際に、滑走路を逸脱し空港エプロン上で停止した。事故機は機体各部を損傷し、損傷した左主翼から燃料漏れを起こしたものの、負傷者は出なかった。
  - 詳細： 「全日空訓練機下地島離陸失敗事故」を参照。

## 1990年代

### 1990年
- 1990年9月27日
  - 便名： 阪急航空 204便
  - 機種： 川崎重工BK117-B1型
  - 死者： 乗員2名乗客8名全員が死亡。
  - 状況： 宮崎空港から延岡ヘリポートに向かっていたが台風20号の接近による視界不良により日向市細島港北側の牧島山山頂付近に墜落。延岡市に創業地工場群を持つ旭化成は、本社のある大阪市、東京への社員の出張又そこからの出張の受け入れが多いが、宮崎 - 延岡間は当時、鉄道は空港とつながっておらず、高速道路もなかった[75]。そのため、旭化成は自社ヘリポートを用意し、延岡工場と宮崎空港間を25分で結ぶヘリコプター路線を1989年3月に開設し、年間1万5千人の社員と、6000人の訪問者を運ぶ予定であった。しかしながら、この事故によりヘリコプターの運航を断念、日豊本線の「高速化」や、日南線の空港アクセス活用の気運がにわかに高まり、宮崎空港線敷設の契機となった。
  - 詳細： 「阪急航空チャーター機墜落事故」を参照。

### 1993年
- 1993年4月18日
  - 便名： 日本エアシステム 451便
  - 機種： マクドネル・ダグラス DC-9-41
  - 死者： なし（3人が負傷）。
  - 状況： 花巻空港に着陸進入中に激しい乱気流に巻き込まれ、急激に降下したためハードランディングし機体が破損、炎上した。
  - 詳細： 「日本エアシステム451便着陸失敗事故」を参照。

### 1994年
- 1994年4月6日
  - 便名： 個人所有機 回送便（機体記号：JA8898）[76]
  - 機種： セスナ 208B
  - 死者： 乗員1人が死亡。
  - 状況： 岡南飛行場から広島西飛行場に回送していた小型機が、着陸進入のために必要以上に高度を下げたことから、滑走路はるか手前の広島県佐伯郡能美町（現在の江田島市）にある野登呂山山頂付近の斜面に激突大破した[76]。機長が夜間飛行に慣れていなかったこともあったが、飲酒操縦をしていたことも事故要因であったとされた[76]。
- 1994年4月26日
  - 便名： 中華航空 140便
  - 機種： エアバス A300B4-622R[77]
  - 死者： 乗員乗客271人中264人が死亡。
  - 状況： 名古屋空港への着陸復行の際に操縦士と機体制御システムが相反したあげく、失速し墜落。
  - 詳細： 「中華航空140便墜落事故」を参照。
- 1994年10月18日
  - 便名： 1) 朝日新聞社 取材機（機体記号：JA9621）、2) 毎日新聞社  取材機（機体記号：JA9250）
  - 機種： 1) アエロスパシアル AS355 F1、2) アエロスパシアル AS350B[78]
  - 死者： 朝日機の乗員3人全員が死亡。
  - 状況： 和歌山県から戻る途中の朝日新聞社の取材ヘリコプターが、大阪府泉佐野市にある上之郷インターチェンジ上空で毎日新聞社の取材ヘリコプターと空中衝突し墜落[78]。事故原因は双方の見張り不充分であったが、山脈または市街地を背景に接近したため、互いに視認しにくい状況でもあった[78]。なお、毎日機は損傷を受けたが無事に着陸でき、また皮肉にも事故後に当事者と認識しないまま朝日機の墜落現場を上空から撮影していた。

### 1996年
- 1996年2月9日
  - 便名： 長崎航空 回送便
  - 機種： ブリテン・ノーマン BN-2B-20 アイランダー
  - 死者： なし[79]。
  - 状況： 福岡空港から長崎空港へ飛行中、長崎県東彼杵郡川棚町の高見岳に墜落した。
- 1996年6月13日
  - 便名： ガルーダ・インドネシア航空 865便
  - 機種： マクドネル・ダグラス DC-10-30
  - 死者： 乗員乗客275人中3人が死亡[80]。
  - 状況： 離陸滑走中にエンジンが故障し離陸中断したが、離陸決心速度を既に超過していたためオーバーラン、空港に隣接する道路を横切り、擱座・炎上した。
  - 詳細： 「福岡空港ガルーダ航空機離陸事故」を参照。

### 1997年
- 1997年1月24日
  - 便名： 日本フライングサービス（機体記号：JA6681）
  - 機種： アエロスパシアル AS365N2
  - 死者： 乗員2名乗客6名全員が死亡。[81]
  - 状況：トヨタ自動車の社員輸送のため、静岡県裾野市から愛知県豊田市に向かっていたが、悪天候による視界不良のため愛知県岡崎市鉢地町の三河湾スカイライン近くの山中に墜落した。
- 1997年6月8日
  - 便名： 日本航空 706便
  - 機種： マクドネル・ダグラス MD-11
  - 死者： なし（12人が負傷[82]、のちに1人が死亡）。
  - 状況： 着陸アプローチ中に自動操縦が突如解除され、機体が突如乱高下したことで搭乗員が負傷した。
  - 詳細： 「日本航空MD11機乱高下事故」を参照。

### 1998年
- 1998年11月14日
  - 便名： 日本トランスオーシャン航空 022便
  - 機種： ボーイング 737-200
  - 死者： なし（5人が負傷）。
  - 状況： 副操縦士が漁火らしき灯火を航空機の接近と誤認し、急激な回避動作を行い機体を激しく動揺させたため負傷者が発生した。
  - 詳細： 「日本航空の航空事故およびインシデント#日本トランスオーシャン航空022便」を参照。

## 2000年代

### 2000年
- 2000年2月16日
  - 便名： エアーニッポン 354便
  - 機種： 日本航空機製造 YS-11A-213
  - 死者： なし[83]。
  - 状況： 札幌飛行場への着陸時に滑走路をオーバーランし、スノーバンクに衝突した。

### 2001年
- 2001年1月31日
  - 便名： 1) 日本航空 907便、2) 日本航空 958便
  - 機種： 1) ボーイング 747-400D、2) マクドネル・ダグラス DC-10-40
  - 死者： なし（907便の100人が負傷）。
  - 状況： 航空管制官が誤った指示を出したため、2機が空中衝突寸前のニアミスを起こした。
  - 詳細： 「日本航空機駿河湾上空ニアミス事故」を参照。
- 2001年5月19日
  - 便名： 1) 中日本航空 訓練機（機体記号：JA6787）、2) 中日本航空 訓練機（機体記号：JA4201）
  - 機種： 1) アエロスパシアル AS 332L1、2) セスナ 172P
  - 死者： 両機の乗員6人全員が死亡。
  - 状況： 三重県桑名市上空640メートルで、同一会社に所属するヘリコプターと軽飛行機の訓練機同士が接触、双方が墜落し大破した。ヘリコプターについては墜落後炎上し、民家2棟が類焼した[84]。事故原因は双方の見張り不足であった[84]。
  - 詳細： 「2001年桑名市空中衝突事故」を参照。

### 2002年
- 2002年1月21日
  - 便名： 全日本空輸 391便
  - 機種： エアバス A321-131[85]
  - 死者： なし（3人が負傷）。
  - 状況： 小牧空港発函館空港行き391便が函館空港に着陸しようとしたが、ウインドシアに遭遇し機体が沈下したために、着陸復行を決意した。この際に機体の後部が滑走路に接触し機体のフレームや後部圧力隔壁、フロアビームに亀裂が入るなど中破した。
  - 詳細： 「全日空391便函館空港着陸失敗事故」を参照。
- 2002年3月1日
  - 便名： 航空大学校帯広分校 訓練機（機体記号：JA4055）
  - 機種： スリングスビー式T67M MKII型[86]
  - 死者： 乗員2名中1人（1人が負傷）。
  - 状況： 帯広空港を離陸し、有視界飛行方式によりスピンからの回復操作の訓練中、帯広市美栄町西5線の防風林に墜落、大破した。
- 2002年6月26日
  - 便名： 全日本空輸 訓練機（機体記号：JA8254）[87]
  - 機種： ボーイング 767-281[87]
  - 死者： なし（1人が負傷）。
  - 状況： 沖縄県下地島空港でタッチアンドゴーの訓練中に、滑走路をオーバーランして滑走路東側の草地に止ったものの機体を大きく損傷した。
  - 詳細： 「全日空機下地島オーバーラン事故」を参照。
- 2002年10月21日
  - 便名： 日本航空 356便
  - 機種： ボーイング 747-400D
  - 死者： なし（33人が負傷）[88]。
  - 状況： 静岡県浜松市付近の上空でウインドシアに巻き込まれ、機体の一部が損傷。操縦士の未熟さが原因[89]。
  - 詳細： 「日本航空の航空事故およびインシデント#日本航空356便」を参照。

### 2003年
- 2003年1月27日
  - 便名： 全日本空輸 908便（運航はエアージャパン）
  - 機種： ボーイング 767-300
  - 死者： なし。
  - 状況： 仁川国際空港発成田国際空港行きの908便 が、雨天追い風の中、操縦ミスで速度超過のまま着陸、滑走路中央近くで着地したため停止できず、B滑走路を約70メートルオーバーランし草地に突っ込み、誘導路灯や滑走路末端補助灯を倒し停止した。このため開港後初めて事故による滑走路閉鎖が行われた。
  - 詳細： 「全日空機成田空港オーバーラン事故」を参照。
- 2003年6月7日
  - 便名： 日本航空 322便
  - 機種： ボーイング 767-300
  - 死者： なし（4人が負傷）。
  - 状況： 福岡空港でのタキシング中、停止位置をオーバーランしそうになったため、急ブレーキをかけたことにより負傷者が発生した。
  - 詳細： 「日本航空の航空事故およびインシデント#日本航空322便」を参照。

### 2004年
- 2004年1月1日
  - 便名： 日本エアシステム 979便（運航はハーレクィンエア）
  - 機種： マクドネル・ダグラス MD-81
  - 死者： なし（2人が負傷）。
  - 状況： 徳之島空港へ着陸時に左主脚を折損し、左主翼が滑走路上に接触して動けなくなった。 原因は左主脚に金属疲労による亀裂が生じ、着陸時の衝撃により折損したため。
  - 詳細： 「日本エアシステム機徳之島空港着陸失敗事故」を参照。
- 2004年9月23日
  - 便名： 日本航空ジャパン 2408便
  - 機種： マクドネル・ダグラス MD-90-30
  - 死者： なし（3人が負傷）。
  - 状況： 伊丹空港へ向けて降下中、気象レーダーの操作が不適切であったため、本来は避けられるタービュランスに巻き込まれた結果、機体を動揺させた。この結果、乗客の幼児に重度の熱傷を負わせたが、救急車の要請をしないなどの不適切な対応であった[90]。

### 2005年
- 2005年5月3日
  - 便名： 静岡県警察航空隊 ふじ１号（機体記号：JA11PC）[91]
  - 機種： アグスタ A109K2
  - 死者： 乗員5人全員が死亡。
  - 状況： 上空から高速道路の渋滞状況を監視中に静岡市清水区の住宅街にあるアパートの屋根に接触した後、市道へ叩きつけられるように落下して墜落、燃料タンクに引火し、爆発を繰り返しながら全焼した。
- 2005年6月15日
  - 便名： 日本航空インターナショナル 1002便[92]
  - 機種： ボーイング 767-300
  - 死者： なし（17人が負傷）。
  - 状況： 操縦桿の操作ミスにより、前脚の着地時に著しい荷重がかかりこれにより前脚を破損したものである。
- 2005年8月12日
  - 便名： JALウェイズ 58便
  - 機種： マクドネル・ダグラス DC-10-40
  - 死者： なし。
  - 状況： 福岡空港離陸直後にエンジンから出火、部品の破片が市街地に散乱した。出火した模様は偶然NHKのテレビカメラに撮られており放送された。
  - 詳細： 「JALウェイズ58便エンジン爆発事故」を参照。

### 2007年
- 2007年3月13日
  - 便名： 全日本空輸 1603便（運航はエアーセントラル）
  - 機種： ボンバルディア DHC-8-402Q ダッシュ8[93]
  - 死者： なし。
  - 状況： 前輪（ノースギア）が出なくなったため後輪のみ展開し、機首部のみ胴体着陸の体制で、奇跡のような着陸を果たした。その後長時間にわたり滑走路が閉鎖された。
  - 詳細： 「全日空機高知空港胴体着陸事故」を参照。
- 2007年4月9日
  - 便名： アカギヘリコプター 輸送機（機体記号：JA9203）[94]
  - 機種： 富士ベル・204B-2
  - 死者： 乗員乗客10人中2人が死亡。
  - 状況： 富山県の北アルプス・水晶岳にある場外離着陸場から離陸直後に斜面に激突大破。搭乗者10名のうち機長と乗客1名が死亡。事故の状況は機長が視界の利かない状況で離陸したものの、機体の姿勢を保てず強風の影響もあり斜面に激突した。事故原因について国土交通省航空・鉄道事故調査委員会（当時）は、機長に基本的な計器飛行の能力が劣っていたため、有視界飛行によって機体の姿勢を制御しようとしたが、風下側に旋回したため気流の影響を受けたため、斜面に激突したとしている。
- 2007年8月20日
  - 便名： チャイナエアライン 120便
  - 機種： ボーイング 737-809[95]
  - 死者： なし（3人が負傷）。
  - 状況： 那覇空港着陸直後に漏れた燃料が右エンジンから出火し爆発、炎上した。
  - 詳細： 「チャイナエアライン120便炎上事故」を参照。
- 2007年10月27日
  - 便名： 大阪航空 体験飛行便（機体記号：JA102D）[96]
  - 機種： ロビンソン R22 Beta
  - 死者： 乗員乗客2人全員が死亡。
  - 詳細： 「大阪航空堺市墜落事故」を参照。

### 2008年
- 2008年7月6日
  - 便名： 小川航空 取材機（機体記号：JA9755）[97]
  - 機種： アエロスパシアル AS350B[97]
  - 死者： 乗員4名全員が死亡。
  - 状況： 青森朝日放送の依頼により、海上自衛隊護衛艦さわゆきの火災を取材するため大間崎付近の海上を飛行中に墜落した。原因は、濃霧により操縦士が空間識失調になったためと考えられている[97]。
  - 詳細： 「木村慎吾#事故」を参照。

### 2009年
- 2009年3月23日
  - 便名： フェデックス・エクスプレス 80便
  - 機種： マクドネル・ダグラス MD-11F
  - 死者： 乗員2人全員が死亡。
  - 状況： 成田国際空港A滑走路の着陸時に引き起こし動作が遅れたため、滑走路への接地後にポーポイズ現象が起こり機体がバウンド。3回目の接地時、左主脚に垂直方向の過大な荷重が掛かり、設計限界を超える荷重が左主翼に伝わったため、主翼の付け根が破断し横転。滑走路脇へ転覆、炎上した。
  - 詳細： 「フェデックス・エクスプレス80便着陸失敗事故」を参照。
- 2009年9月11日
  - 便名： 岐阜県防災航空隊 若鮎2（機体記号：JA96GF）[98]
  - 機種： ベル・ヘリコプター ベル 412EP
  - 死者： 機長、整備士及び防災航空副隊長計3人が死亡。
  - 状況： 岐阜県高山市の北アルプス奥穂高ジャンダルム付近にある通称ロバの耳の登山道付近において救助活動中に付近の岩壁に接触し墜落した。運輸安全委員会は、ホバリング中に高度が低下し後方に移動したため、メインローターブレードが付近の岩壁に接触し墜落したものと推定している。

## 2010年代

### 2010年
- 2010年7月25日
  - 便名： 埼玉県防災航空隊 あらかわ1（機体記号：JA31TM）[99]
  - 機種： ユーロコプター AS365N3
  - 死者： 乗員7人中5人が死亡。
  - 状況： 埼玉県秩父市大滝の山中で、滝つぼに転落した女性登山者の救助活動中に機体が樹木に接触して墜落。運輸安全委員会は、障害物の確認が不適切だったことで、フェネストロンが木と接触して壊れ、操縦不能に陥ったとしている[99]。
  - 詳細： 「埼玉県防災航空隊#「あらかわ1」墜落事故(埼玉県消防防災ヘリコプター墜落事故)」を参照。
- 2010年8月18日
  - 便名： 海上保安庁 あきづる（機体記号：JA6796）[100]
  - 機種： ベル 412EP
  - 死者： 乗員5人全員が死亡。
  - 状況： 第六管区海上保安本部所属のヘリコプターが、体験航海中の巡視艇に対するデモ飛行の合間に行った哨戒飛行中[101] に、香川県多度津町にある佐柳島沖で送電線に接触後海面に墜落した[100]。
  - 詳細： 「佐柳島沖海保ヘリ墜落事故」を参照。

### 2011年
- 2011年7月28日
  - 便名： 航空大学校 訓練機（機体記号：JA4215）[102]
  - 機種： ビーチクラフト モデルA36 ボナンザ
  - 死者： 乗員4人中3人が死亡。
  - 状況： 航空大学校の訓練機が基本計器飛行訓練のため、帯広空港を離陸して約10分後に北海道河西郡芽室町剣山の山中に墜落して大破・炎上した。教官の指示で山間部に進入し、山を覆う雲に近づいたことで目標物を見失い墜落したものと考えられている[102]。
- 2011年9月6日
  - 便名： 全日本空輸 140便
  - 機種： ボーイング 737-781
  - 死者： なし
  - 状況： 那覇空港から東京国際空港へ向かっている最中に、副操縦士がドアロックセレクターとラダートリムスイッチを取り違えて操作したため機体が反転し、急降下した。
  - 詳細： 「全日空140便急降下事故」を参照。

### 2012年
- 2012年2月5日
  - 便名： 全日空 731便
  - 機種： エアバス A320-211
  - 死者： なし[103]。
  - 状況： 仙台空港への着陸時に機長は着陸復航を行ったが、この時に機体の尾部を滑走路に接触させた。事故により機体の後部圧力隔壁なども損傷を受けた。
- 2012年6月20日
  - 便名： 全日空 956便
  - 機種： ボーイング767-300ER
  - 死者： なし
  - 状況： 成田空港で北京首都国際空港発の全日空機（B767-300ER）が、着陸時に主脚と前脚が交互に接地してバウンドを繰り返しながら着陸した。乗員乗客全員にけが人は出なかったが、着陸時の衝撃で機体の一部が変形した。

### 2015年
- 2015年2月12日
  - 便名： 海上自衛隊鹿屋航空基地第211教育航空隊所属OH-6DAヘリコプター
  - 機種： ヒューズ・ヘリコプターズ OH-6DAヘリコプター
  - 死者： 3名（機長かつ教官三等海佐、同乗三等海佐、操縦訓練生二等海曹）
  - 状況： 訓練生の航法訓練のため、薩摩半島を経由しながら北上。しかし、鹿児島県出水市付近の天候不良により、宮崎県えびの市上空を通過して大隅半島を南下するルートに変更。北部の鹿児島県伊佐市上空で消息を絶った。翌13日に、えびの市の山中で、機体とともに隊員3名の遺体が発見された。海上自衛隊は、調査の結果、悪天候下で機長が「空間識失調」に陥ったことが原因と発表した。
  - 詳細： 「OH-6DAえびの墜落事故」を参照。
- 2015年4月14日
  - 便名： アシアナ航空 162便
  - 機種： エアバス A320-232[104]
  - 死者： なし（28人が負傷[105]）。
  - 状況： 仁川国際空港発の便が広島空港の滑走路へ進入する際、標準接近高度より低く飛行していたため、着陸復行を行ったが間に合わず、ローカライザアンテナに接触し、着陸後滑走路を逸れて停止した[105]。
  - 詳細： 「アシアナ航空162便着陸失敗事故」を参照。
- 2015年7月26日
  - 便名： 個人所有機（機体記号：JA4060）[106]
  - 機種： パイパー PA-46-350P マリブ・ミラージュ[106]
  - 死者： 乗員5人中2人と地上の1人が死亡。
  - 状況： 慣熟飛行の届出[107] で調布飛行場から伊豆大島に向けて離陸した直後、近隣の住宅地に墜落し、大破・炎上した[108]。最大離陸重量を超過した状態で飛行し、過度な機首上げ姿勢を継続したことなどにより失速して墜落したと推定されている[106]。
  - 詳細： 「調布市PA-46墜落事故」を参照。
- 2015年8月28日
  - 便名： 第一航空 101便
  - 機種： バイキング DHC-6 ツイン・オッター400[109]
  - 死者： なし。
  - 状況： 那覇空港発粟国空港行きの便が、粟国空港着陸直後に滑走路から大きく右側にそれ、空港外周の柵に衝突した。乗員乗客14名に死者はいないものの、11名が負傷した[109]。
  - 詳細： 「第一航空機粟国空港着陸失敗事故」を参照。

### 2016年
- 2016年3月26日
  - 便名： 個人所属機
  - 機種： ムーニー　M20C
  - 死者： 乗員4人全員
  - 状況： 八尾空港滑走路に着陸の際バウンドし復行を試みたが上昇中に失速しスピンに入り墜落した。

- 2016年4月6日
  - 便名： 航空自衛隊飛行点検隊（入間基地）所属のU-125点検機
  - 機種： U-125(母機：デ・ハビランド DH.125 , BAe BAe125-800型)
  - 死者： 乗員6名全員死亡
  - 状況： 海上自衛隊鹿屋航空基地の飛行点検業務のため飛行中、高隈山の御岳山頂付近（標高900メートル付近）に墜落。
  - 詳細： 「U-125御岳墜落事故」を参照。

- 2016年5月27日
  - 便名： 大韓航空 2708便
  - 機種： ボーイング 777-300
  - 死者： なし。
  - 状況： 羽田空港を離陸滑走中に左エンジンから発煙し、その後出火した。
  - 詳細： 「大韓航空2708便エンジン火災事故」を参照。

### 2017年
- 2017年1月19日
  - 便名： ANA1831便（JA461A）
  - 機種： ボンバルディアDHC-8-Q400
  - 死者： なし
  - 状況： 1831便が新千歳空港滑走路01R（B滑走路）に着陸後、オーバーランして滑走路端の草地で停止した。原因は機長による制動開始の遅れ及びパワーレバーがディスク位置にセットされず減速に必要な制動力を得られなかったことにあり、また滑走路端周辺の積雪状態の悪さもオーバーランに関与したと見られている[110]。

- 2017年3月5日
  - 便名： 長野県 消防防災ヘリコプター「アルプス」（機体記号：JA97NA）[111]
  - 機種： ベル 412EP
  - 死者： 乗員9人全員が死亡。
  - 状況： 山岳救助訓練のため、パイロット1人、整備士1人、および長野県内の消防隊員7人の計9人を乗せ、13時31分に長野県松本市の松本空港を離陸した後、鉢伏山付近に墜落した。目的地である高ボッチ高原の臨時ヘリポートに到着時刻を30分過ぎてもヘリは到着せず、ヘリからの連絡も無かったため、長野県警察航空隊「やまびこ2号」が捜索したところ、墜落している機体を発見した。事故当日に3人、翌日に6人の死亡が確認され、長野県最悪の航空機事故となった[112]。長野県警は被疑者不詳で、業務上過失致死容疑で捜査中[113]。
- 2017年5月15日
  - 便名： 陸上自衛隊北部方面航空隊 LR-2
  - 機種： LR-2連絡偵察機(ビーチクラフト社スーパーキングエア350)
  - 死者： 乗員4人全員が死亡。
  - 状況： 2017年5月15日に急患搬送のため出動した北部方面航空隊の所属機（乗員4名）が、函館空港西方約30kmを飛行中に消息を絶った。 現場は厚沢部町・鶉ダム周辺の山中で、視界不良のため計器飛行方式で飛行しつつ着陸準備をしていたとみられている。当時は厚沢部町に雷・濃霧注意報、函館市と北斗市に強風注意報が発令されるなど、大気が不安定な状態であった。 5月16日朝になって北斗市の袴腰山山頂から東に3kmの山中で機体が発見されたが、乗員4名はいずれも死亡が確認された
- 2017年6月3日
  - 便名： 新中央航空（機体記号：JA3989）
  - 機種： セスナ セスナ172P
  - 死者： 乗員4人全員が死亡。
  - 状況： 富山空港から松本空港に向かっていた軽飛行機が、富山県立山町の獅子岳南東斜面に墜落した[114][115]。
- 2017年6月9日
  - 便名： 航空自衛隊C-2輸送機「78-1205」
  - 機種： C-2輸送機
  - 死者： なし
  - 状況： 2017年6月9日、C-2「78-1205」が訓練を実施するため滑走路へ向かっていた際に逸脱、美保飛行場の滑走路が閉鎖される事故が発生した。同月21日、防衛省は原因として機体の速度や姿勢を確認する慣性基準装置の作動前にパイロットが機体を始動したため、装置は機体が高速で移動していると誤認識した状態となり、保護機能が作動して操縦桿の操作などができなくなったと発表した。
- 2016年6月29日
  - 便名： 崇城大学機
  - 機種： ビーチクラフト社ビーチクラフト58
  - 死者： なし
  - 状況： 長崎空港で崇城大学の小型双発プロペラ機ビーチクラフト58が車輪を出ていない状態で着陸をした結果、胴体着陸となり滑走路上で停止した。これに伴い滑走路が3時間余り閉鎖された[116]。
- 2017年8月14日
  - 便名： 個人所有
  - 機種： ダエア・ソカタ ソカタTBM700
  - 死者： 乗員2人全員が死亡。
  - 状況： 八尾空港から福島空港に向かっていた軽飛行機が奈良県山添村の山中に墜落した[117]。
- 2017年8月17日
  - 便名： 海上自衛隊しらせ飛行科CH-101
  - 機種： CH-101(アグスタウェストランド AW101)
  - 死者： なし（乗員8人中4人負傷）
  - 状況： 2017年8月17日14時20分頃、岩国基地でCH-101 1機(8193号機)がホバリング中にバランスを崩し横転したまま墜落した。事故で機体の一部が損傷したほか、乗員8人のうち4人が負傷した。機体は、岩国基地の飛行艇用スロープ地区でドラム缶の機外吊り下げ訓練中だった。同年9月22日海上自衛隊は事故原因は飛行中機体振動発生時の機長の処置判断不適切等の人的要因と推定し、器材上の要因ではなかったと発表。
- 2017年8月26日
  - 便名： 海上自衛隊第21航空群第25航空隊所属SH-60J
  - 機種： 三菱重工業SH-60J（シコルスキー・エアクラフトSH-60B）
  - 死者： 乗員4人中2人(1人は救助され、もう1人は行方不明）
  - 状況： 22時50分頃、護衛艦「せとぎり」での夜間発着艦訓練中に同機の方位指示器に大きな誤差が出ていることが分かり、復旧操作を行うため艦から離れて復旧操作として姿勢方位基準装置の電源を切ったところ、自動操縦装置による姿勢の安定を維持する機能が低下し墜落した。翌27日までに現場付近の海域から機体の一部とフライトレコーダーが発見された。乗員4人のうち男性乗員1人は事故発生後約35分後に救助されたが、機長を含む残り3人は行方不明となった。同年10月中旬に水深2,600メートルの海底で上下逆さまとなった機体が発見され、10月27日に機体を揚収し内部を確認した結果、2名の行方不明者を発見したが、残る1名の発見には至らず捜索を終了した。
- 2017年9月23日
  - 便名： KLMオランダ航空868便
  - 機種： ボーイング777-200型
  - 死者： 無し
  - 状況： KLMオランダ航空所属ボーイング式777-200型は、平成29年9月23日（土）、同社の定期868便としてアムステルダム・スキポール国際空港へ向けて関西国際空港を離陸した。同機が大阪市上空を加速上昇中、右主翼後縁付け根上方の胴体フェアリング（整流板）のパネルが脱落した。脱落したパネルが大阪市北区の道路上を走行中の車両に衝突した[118]。
- 2017年10月8日
  - 便名： 個人所属
  - 機種： ビーチクラフト社 E33
  - 死者： 無し（1名重症）
  - 状況： 2017年10月8日（日）、宮城県栗原市の瀬峰飛行場で離陸中止後にオーバーランして水田の上に転覆し、機体を損傷した。オーバーランは離陸重量が同場外の滑走路長で安全に離陸できる重量を超過していたため、離陸滑走中に滑走路端までの残り距離が少なくなり、その際の機長による離陸中止の決断が遅れたことによるものと推定される[119]。
- 2017年10月15日
  - 便名： 個人所属
  - 機種： ビーチクラフト社A36
  - 死者： なし
  - 状況： 2017年10月15日（日）15時36分ごろ、福井空港の北西約4km、高度約300mを飛行中に発動機の出力が継続的に損失したため、川に不時着した。選択されていた右燃料タンクの燃料油量が著しく低下したため、発動機に燃料が供給されず、発動機の回転数が低下し、さらに、燃料セレクター・バルブを切り替えた後も状況が改善せず、出力を損失した状態が継続したことによるものと考えられる[120]。
- 2017年10月17日
  - 便名： 航空自衛隊浜松救難隊UH-60J
  - 機種： 三菱重工業UH-60J（シコルスキー・エアクラフト UH-60）
  - 死者： 3人（他行方不明１人）
  - 状況： 17時50分ごろ飛行訓練のため浜松基地を離陸後、浜松基地沖の洋上に墜落し、乗員4名のうち3名が死亡、1名が行方不明となった。
- 2017年10月18日
  - 便名： 航空自衛隊F-4
  - 機種： マクドネル・エアクラフト社F-4 ファントムII
  - 死者： なし
  - 状況： 飛行訓練のために滑走路に向かっていたF-4戦闘機の主脚が折れ、誘導路上で出火し、約20分後に消えた。出火は主翼と燃料タンクの一部が地面に接触し、機体から漏れた燃料に引火したためだと思われる[121]。
- 2017年11月8日
  - 便名： 東邦航空回送便
  - 機種： エアバス・ヘリコプターズAS332L
  - 死者： 乗員4人全員が死亡。
  - 状況： 業務を終え、山梨県から栃木県のヘリポートに向かっていた回送便が長野・群馬県境を越えた後機体が制御不能に陥り、上野村の橋付近に墜落、炎上、大破した。機体とテールローターを繋ぐボルトに亀裂が入ったまま飛行を続けたためにボルトが破断しテールローターが外れたのが原因。しかも亀裂の事実が整備士(この事故で死亡)のみ知っていて共有されていなかった。

- 2017年12月29日
  - 便名： 海上保安庁10管区所属サーブ340
  - 機種： サーブ340
  - 死者： 1人
  - 状況： 日本エアコミューターの整備士が海上保安庁の航空機をけん引していたところ、機体が傾き左翼が地面に接触し整備士の1人が下敷きとなり死亡した[122]。

### 2018年
- 2018年3月24日
  - 便名： ピーチアビエーション151便
  - 機種： エアバスA320
  - 死者： なし
  - 状況： ピーチ151便が福岡空港着陸後、前脚のタイヤ2つがパンクして動けなくなり、滑走路が約2時間20分閉鎖された[123]。

- 2018年8月10日
  - 便名： 群馬県防災航空隊「はるな」（機体記号：JA200G）
  - 機種： ベル 412EP
  - 死者： 乗員9人全員が死亡。
  - 状況：8月11日に開通を予定している登山道「ぐんま県境稜線トレイル」の確認視察のため前橋市ヘリポートを離陸した群馬県防災ヘリコプター「はるな」が群馬県と長野県の県境付近を飛行中に消息を絶ち、直ちに航空自衛隊などが捜索を開始。群馬県吾妻郡中之条町の横手山に「はるな」の機体と見られる物体を発見[124]。その後、航空自衛隊や群馬県警察本部などによる捜索隊により「はるな」が墜落していることを確認し、本機に搭乗していた群馬県防災航空隊員4名並びに吾妻広域消防本部職員5名の合計9名[124] を救出し収容したが、11日になって9名全員の死亡が確認された[125]。事故の原因は、天候悪化で雲の中を飛行して地形を確認できなくなり、機長が高度や姿勢を把握できなくなる「空間識失調」に陥り、正常に操縦できなくなったことが原因と結論づけた。[126]

### 2019年
- 2019年2月20日
  - 便名： 航空自衛隊 第8航空団 第6飛行隊 F-2戦闘機
  - 機種： 三菱重工業 F-2
  - 死者： なし
  - 状況： 訓練で山口県沖の日本海を飛行中にレーダーから機影が消えて連絡が取れなくなって、墜落した。原因は、前席操縦者が飛行諸元・飛行姿勢を適切に把握せずに操縦をし、適切な手順が実施できなかったため、異常姿勢及びその後の操縦不能状態に陥ってしまった。また、後席操縦者が操縦を交代し、回復操作を試みたものの、背面状態で体が浮き、マニュアルモードにするスイッチに手が届かず、また、前席操縦者に誤ったスイッチ操作の指示をしてしまい、正しい回復手段を取れず、操縦不能状態が継続した。
- 2019年4月9日
  - 便名： 航空自衛隊所属F-35A
  - 機種： ロッキード・マーティン F-35
  - 死者： 行方不明1人
  - 状況： 青森県東方太平洋上（三沢基地の東約135キロ付近の洋上）で、第3航空団第302飛行隊に所属するF-35A「79-8705」のレーダー航跡が消失。機体の一部が海上で発見されたため、翌10日に墜落したと発表した。F-35Aの墜落事故は本件が世界初である。

## 2020年代

### 2020年
- 2020年2月1日
  - 便名 : 福島県警察航空隊 「あずま」(機体番号 : JA139F)
  - 機種 : アグスタウエストランド AW139
  - 死者 : なし
  - 状況 : 臓器移植のための心臓を会津中央病院から福島空港に運んでいた福島県警察航空隊のヘリコプターが不時着、大破。7人が重軽傷を負い、移植は断念された[127]。

### 2022年
- 2022年10月3日
  - 便名： 日本トランスオーシャン航空 036便
  - 機種： ボーイング 737-800
  - 死者： なし
  - 状況： 美保飛行場（鳥取県）付近を飛行中だった那覇発小松行きの便が揺れ、客室乗務員の女性が右足親指を骨折した[128]。

### 2023年
- 2023年3月2日
  - 便名：オールニッポンヘリコプター（機体番号：JA37NH）[129]
  - 機種：ユーロコプター EC135T2
  - 死者：なし
  - 状況：燃料補給のために着陸した岡山空港の駐機スポットに接地する際に機体姿勢が不安定になり、強めに接地した。同機は大破したが火災は発生しなかった。機長、整備士には怪我は無かったがカメラマンが軽傷を負った。運輸安全委員会に航空事故と認定された。原因は調査中。
- 2023年4月6日
  - 便名：陸上自衛隊第8師団第8飛行隊
  - 機種：UH-60JA
  - 死者：乗員10名（坂本雄一第8師団長を含む）全員が死亡[130]
  - 状況： 海岸地形に対する航空偵察のため、航空自衛隊宮古島分屯基地を離陸した第8飛行隊（熊本県高遊原分屯地）所属のUH-60JA多用途ヘリコプターが宮古空港から北西約18kmの洋上空域でレーダーから消失し、その後の捜索で航空機の残骸が発見された。
  - 詳細： 「宮古島沖陸自ヘリ航空事故」を参照。
- 2023年4月18日
  - 便名： 海上保安庁 訓練機（機体番号：JA-395A）[131]
  - 機種： セスナ 172
  - 死者： なし
  - 状況： エンジンの出力を100％まで上げるなどして、操縦感覚を養う訓練を行っていた海上保安学校宮城分校北九州航空研修センター所属の訓練機が、教官からの「エンジンの出力があがらない。緊急着陸する」との無線連絡の直後、宇佐市の田んぼの中に不時着した。教官と研修生の2人は不時着の衝撃で捻挫や挫傷を負った[132][133]。
  - 詳細： 「海上保安庁訓練機不時着事故」を参照。
- 2023年9月7日
  - 便名：航空大学校訓練機（機体番号：JA018C）
  - 機種：シーラス式SR22型
  - 死者：なし
  - 状況：14時38分頃、釧路空港において連続離着陸訓練を行っていた航空大学校帯広分校所属の訓練機が滑走路を逸脱し、誘導路に着陸した。その後当該機は空港敷地を囲むフェンスに激突し停止。40代の男性教官1名と20代の男子学生3名が搭乗していたがいずれも怪我はなかった。また当該機は3本のギア全てが損傷した。本事故は当初、重大インシデントとされたが、その後航空事故に認定された。原因は調査中。

### 2024年
- 2024年1月2日
  - 便名： 1) 日本航空 516便、2) 海上保安庁 みずなぎ1号
  - 機種： 1) エアバス A350-941（機体記号：JA13XJ）、2) デ・ハビランド・カナダ DHC-8-Q300（機体記号：JA722A）
  - 死者： 5名（海保機乗員）
  - 状況： 17時47分頃、新千歳空港発のJAL機が羽田空港C滑走路へ着陸した直後に海上保安庁機と衝突、両機ともに大破炎上した。JAL機側に負傷者14名、海保側の機長が重傷、機長を除いた海保機の乗員5人が死亡[134]。海保機は、前日夕方に発生した令和6年能登半島地震対応で物資を運ぶ為、新潟航空基地（新潟空港）へ向けて離陸する予定だった。
  - 詳細：「羽田空港地上衝突事故」を参照。
- 2024年4月20日
  - 便名：1)海上自衛隊大村航空基地所属のSH-60K、2)海上自衛隊小松島航空基地所属のSH-60K
  - 機種：哨戒ヘリコプター SH-60K
  - 死者：乗員8名全員死亡[135]
  - 状況：伊豆諸島沖で訓練中の海上自衛隊のヘリコプター2機が空中衝突し墜落。乗員1人の死亡が確認され、行方不明となった7人が死亡認定された。
- 2024年4月24日
  - 状況： 新千歳空港に着陸する全日空機から煙油圧系統トラブルで滑走路上で停止。乗客乗員に怪我なし。
- 2024年6月4日
  - 便名：ポーラーエアカーゴ752便
  - 機種：ボーイング 777F（機体記号：N714SA）
  - 死者：なし
  - 状況：成田空港を4日10時16分に離陸した直後のポーラーエアカーゴ機の右エンジンが破損、銚子沖で燃料を投棄し成田に引き返した。成田空港に設置されている日本放送協会(NHK)の定点カメラには右翼側の炎のような光が撮影され、成田到着後に右エンジンの外装の破損が確認された[136]。国土交通省は同日夜、本事案を「重大インシデント」に認定[137]。

### 2025年
- 2025年4月6日
  - 便名：エス・ジー・シー佐賀航空運行の医療搬送用ヘリコプター
  - 機種：ユーロコプター EC135T2（機体記号：JA555H）
  - 死者：乗員6名中3名
  - 状況：対馬市内の病院より患者を乗せた後、13時30分に福岡和白病院に向けて離陸。しかし13時47分、運航管理の担当者が航跡を確認していたところ画面上で機体が動かなくなり、14時50分頃、海上保安庁に消息不明の一報を入れた[138]。この時、機体はテールローターを制御するコントロールロッドが破断し[139]、舵が利かなくなったため壱岐沖合の海上に不時着しており、その後転覆した。これにより、医師・患者を含む3名が死亡し、機長と整備士も骨折などの重傷を負った。
- 2025年5月14日
  - 便名：航空自衛隊新田原基地第305飛行隊所属のT-4練習機（機体記号：96-5625）
  - 死者：乗員2名
  - 状況：15時06分頃に小牧基地を離陸したT-4は高度約1400 mまで上昇したが、その後、右旋回中に急降下し愛知県犬山市の入鹿池に墜落。パイロット2名は脱出できず、22日に死亡および身元が判明したと発表された[140]。